# Juan Pablo Suárez

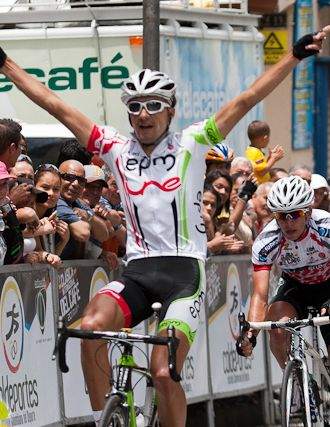
Suárez als Etappensieger bei der Clásica Internacional del Café 2011

Juan Pablo Suárez Suárez (* 30. Mai 1985 in Medellín) ist ein kolumbianischer Radrennfahrer.

## Sportliche Laufbahn
Juan Pablo Suárez wurde 2003 auf der Bahn kolumbianischer Junioren-Meister im Madison (mit Jaime Castañeda) und im Punktefahren. 2004 wurde er panamerikanischer Meister in der Mannschaftsverfolgung. 2009 wurde er  Panamerikameister im Punktefahren. Im Jahr darauf konnte er zwei kontinentale Titel auf der Bahn erringen, in der Einer- wie in der Mannschaftsverfolgung.
Ab 2010 fuhr Suárez für das kolumbianische Continental Team UNE-EPM und fuhr fortan hauptsächlich Straßenrennen. In der ersten Saison gewann er eine Etappe der Volta Ciclística Internacional de Gravataí und zwei Etappen der Vuelta a Guatemala. Im Jahr darauf siegte er bei der Tour do Rio. In den folgenden Jahren war er regelmäßig bei der Vuelta a Colombia erfolgreich: 2014 gehörte er zu den Siegern des Mannschaftszeitfahrens, 2016 gewann er eine Etappe, 2017 eine Etappe und das Mannschaftszeitfahren und 2018 erneut eine Etappe. 2017 entschied er das Straßenrennen der Juegos Bolivarianos für sich. Bei den Südamerikaspielen 2018 errang er die Bronzemedaille im Straßenrennen.

## Erfolge

### Bahn
2003
- Kolumbianischer Meister – Madison (Junioren) mit Jaime Castañeda
- Kolumbianischer Meister – Punktefahren (Junioren)

2009
- Panamerikameister – Punktefahren

2010
- Panamerikameister – Einerverfolgung
- Panamerikameister – Mannschaftsverfolgung (mit Edwin Ávila, Arles Castro und Weimar Roldán)

### Straße
2010
- eine Etappe Volta Ciclística Internacional de Gravataí
- zwei Etappen Vuelta a Guatemala

2011
- Gesamtwertung und eine Etappe Tour do Rio

2014
- Mannschaftszeitfahren Vuelta a Colombia

2016
- eine Etappe Vuelta a Colombia

2017
- eine Etappe und Mannschaftszeitfahren Vuelta a Colombia
- Juegos Bolivarianos – Straßenrennen

2018
- Südamerikaspiele – Straßenrennen
- eine Etappe Vuelta a Colombia